# Zabel Yesayan
Zabel Yesayan (en armenio: Զապէլ Եսայեան) (4 de febrero de 1878 – 1943) fue una novelista, traductora, y profesora de literatura armenia nacida en el Imperio Otomano.

## Biografía
Zabel Yesayan nació el 4 de febrero de 1878 como Zabel Hovhannessian, hija de Mkrtich Hovhannessian en el barrio de Silahdar, Üsküdar, durante el apogeo de la guerra ruso-turca. Asistió a la escuela primaria de la Santa Cruz (Խաչ). En 1895 se trasladó a París, donde estudió literatura y filosofía en la Universidad de la Sorbona. Inspirada por el romanticismo francés y el resurgimiento de la literatura armenia del siglo XIX en el idioma armenio occidental, comenzó lo que sería una prolífica carrera como escritora. Publicó su primer poema en prosa en 1895 y a partir de allí comenzó a publicar relatos breves, ensayos literarios, artículos y traducciones, tanto en francés como en armenio, en publicaicones como Mercure de France, Massis, Anahit, y Arevelian Mamoul.   Durante su estancia en París se casó con el pintor Dickran Yesayan, con quien tuvo dos hijos, Sophie y Hrant.
Luego de la Revolución de los Jóvenes Turcos en 1908 Zabel Yesayan regresó a Estambul. En 1909 se mudó a Cilicia y publicó una serie de artículos relacionados con la Masacre de Adana. El destino trágico de los armenios en Cilicia es también el tema de su libro En las ruinas (Աւերակներու մէջ).
Yesayan fue la única mujer en la lista de intelectuales armenios señalados para deportación o arresto por el gobierno turco el 24 de abril de 1915.  Logró escapar hacia Bulgaria y luego hacia el Cáucaso, donde trabajó con los refugiados recogiendo testimonios acerca de la atrocidades del Genocidio armenio.

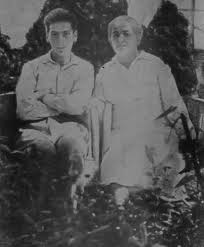
Zabel Yesayan con su hijo Hrant

En 1918 trabajó en la relocalización de refugiados y huérfanos. De este período son su novelas La última copa (Վերջին բաժակը) y  Mi alma en el exilio (Հոգիս աքսորեալ). Apoyó fervientemente la Armenia soviética y en la novela Fuerzas en retirada (Նահանջող ուժեր, 1923) describe las condiciones sociales y políticas de la época. Visitó la Armenia soviética en 1926 y publicó sus impresiones en Prometheus Unchained (Պրոմէթէոս ազատագրուած, Marsella, 1928) En 1933 decidió instalarse allí con sus hijos y en 1934 participó en el primer congreso de la Unión de Escritores Soviéticos en Moscú. Enseñó literatura francesa y literatura armenia en la Universidad Estatal de Ereván y continuó escribiendo profusamente. De este período pertenece la novela Camisa de fuego (Կրակէ շապիկ, Ereván, 1934), y su libro autobiográfico Los jardines de Silihdar (Սիլիհտարի պարտէզները, Ereván, 1935).
Durante a la Gran Purga fue acusada de "nacionalismo" y arrestada en 1937. Murió en circunstancias desconocidas, probablemente en Siberia, en algún momento del año 1943.
Lara Aharonian, fundadora del Centro de Apoyo para las Mujeres de Armenia, y Talin Suciyan, corresponsal en Ereván del periódico armenio turco Agos dirigieron un documental acerca de Zabel titulado Encontrando a Zabel Yesayan. Fue distribuido en colaboración con Utopiana y estrenado el 7 de marzo de 2009.
Vardush Hovsepyan Vardanyan, especialista en construcción y representación de identidades culturales, escribió un estudio sobre la autora. El objetivo de su trabajo titulado Censura, otredad y feminismo: la figura silenciada de Zabel Yesayan, es reavivar la figura de una de las escritoras y activistas armenias cuyo nombre había quedado en el olvido.